# Santiago de Cassurrães
Santiago de Cassurrães is een plaats (freguesia) in de Portugese gemeente Mangualde en telt 1412 inwoners (2001).